# ألفة بن عودة
ألفة بن عودة هي سياسية تونسية، تشغل منصب وزيرة التعليم العالي والبحث العلمي في حكومة هشام المشيشي منذ 1 أغسطس 2020.